# Привольный (Питерский район)
Привольный — посёлок в Питерском районе Саратовской области России. Входит в состав Новотульского муниципального образования.

## География
Посёлок находится в юго-восточной части Саратовской области, в северной части района, в сухостепной зоне, на правом берегу реки Малый Узень, на расстоянии примерно 16 километров (по прямой) к северо-северо-востоку (NNE) от села Питерка, административного центра района.

## Население
| 2002 | 2010 |
| ---- | ---- |
| 254  | ↘233 |

Гендерный состав
По данным Всероссийской переписи населения 2010 года в гендерной структуре населения мужчины составляли 45,5 %, женщины — соответственно 54,5 %.
Национальный состав
Согласно результатам переписи 2002 года, в национальной структуре населения русские составляли 76 % из 254 чел.

## Улицы
Уличная сеть посёлка состоит из четырёх улиц и одного переулка.